# Christian Precht

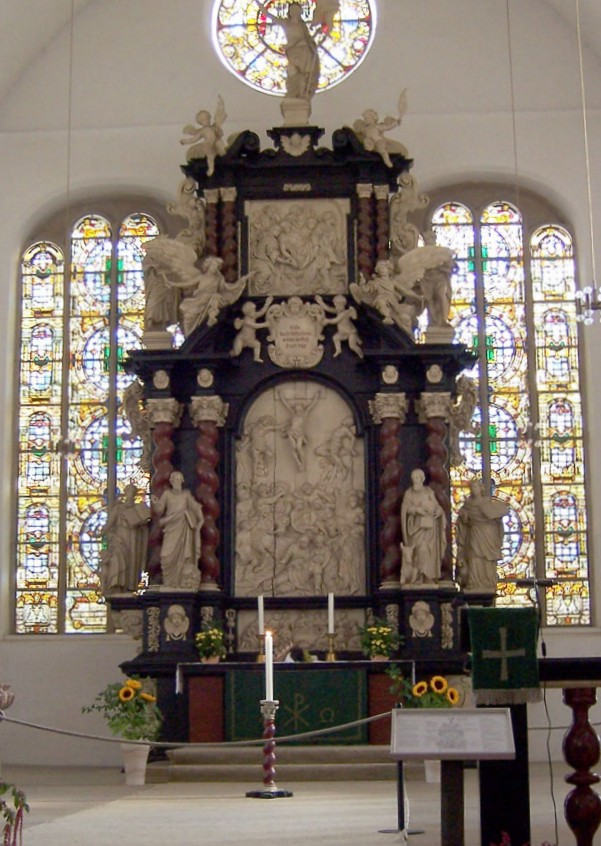
Der Altaraufbau der Kirche St. Cosmae et Damiani in Stade aus dem Jahre 1677 ist das bedeutendste Werk Christian Prechts

Christian Precht (* um 1635 wahrscheinlich in Oldenburg; † vermutlich zwischen April 1694 und September 1695 in Hamburg) war ein Hamburger Bildhauer. Neben seiner Haupttätigkeit als Schöpfer von Kirchenausstattungen und Altaraufsätzen schuf er Schnitzereien an Hamburger Gebäuden und Stadttoren sowie die Figuren und Holzschnitzereien für die vier Hamburger Konvoischiffe Leopoldus Primus, die erste Wapen von Hamburg sowie ihre gleichnamige Nachfolgerin und die Admiralität von Hamburg.

## Leben
Precht wurde um 1635 als Sohn des Zimmermanns Johann Precht und seiner Frau Alheit geboren. Als Geburtsort vermutet Karin Eckhardt die Stadt Oldenburg, da der Vater zu dieser Zeit am Hof des Oldenburger Grafen Anton Günther arbeitete. In welcher genauen Stellung er dort arbeitete, ist nicht bekannt, da der Name Precht in den Quellen nicht erscheint. Vermutlich war er einer der vielen Handwerker, die am Hof des kunstfördernden Grafen benötigt wurden.
Um 1650 ließ sich der Vater in Bremen nieder. Zu dieser Zeit war Christian Precht in dem Alter, eine Ausbildung zum Bildhauer und Tischler zu beginnen; er dürfte sein Elternhaus Anfang der 1650er Jahre verlassen haben. Seine Wanderschaft dauerte bis etwa 1660 und führte ihn wohl in die südlichen Niederlande. Anschließend ließ er sich als Meister in Hamburg nieder.
Im Jahr 1663 taucht Christian Precht erstmals in den Quellen auf. In diesem Jahr zahlte er am 7. August die Gebühr für Neubürger, das sogenannte Bürgergeld, der Stadt Hamburg, und am 22. November heiratete er Agnetha Rige. Zu diesem Zeitpunkt war er höchstwahrscheinlich bereits Meister in der als Amt der Schnitger bezeichneten Zunft der Tischler Hamburgs und wohnte vermutlich im Hamburger Kirchspiel St. Jacobi, denn er heiratete in der St.-Jacobi-Kirche und ließ seine beiden ältesten Söhne 1665 beziehungsweise 1667 in dieser Kirche taufen.
Im Jahr 1666 nahm Christian Precht seinen jüngeren Bruder Burchard als Lehrling in seine Werkstatt auf, der damit an den ersten nachweisbaren und eindeutig Precht zuordenbaren Werken beteiligt gewesen sein dürfte. Dabei handelt es sich um die Figuren und die Holzverzierungen an den beiden Hamburger Konvoischiffen Leopoldus Primus und der ersten Wapen von Hamburg. Von diesen Arbeiten ist die große Heckfigur des Kaisers Leopold I. erhalten geblieben und wird heute im Museum für Hamburgische Geschichte aufbewahrt. Für die Arbeiten an den beiden Schiffen erhielt Christian Precht von der Stadt Hamburg die Summe von 1544 Mark. Diese Summe versetzte ihn wohl in die Lage, am 30. Dezember 1668 ein Haus zu erwerben, das im Kirchspiel St. Katharinen auf der Wandrahm-Insel gleich neben dem alten Bauhof der Stadt lag. Das Haus befand sich damit in der Nähe der heutigen Straße „Neuer Wandrahm“ in der Hamburger Speicherstadt. Vermutlich hatte sich Precht das Haus nicht ohne Absicht ausgesucht. In der Nähe seines Hauptauftraggebers dieser Jahre und in der Nähe der Fleete zum Abtransport seiner Werke fand er beste Arbeitsbedingungen vor. Neben den Arbeiten an den beiden Konvoischiffen lassen sich in den 1660er Jahren nur einige wenige Arbeiten nachweisen, darunter eine Schnitzerei für die St.-Jakobi-Kirche.
Im Jahr 1674 erhielt er den Auftrag für den Altaraufbau der Kirche St. Cosmae et Damiani in Stade, der zu seinem Hauptwerk werden sollte. Die Arbeit an dem Altaraufsatz war nach drei Jahren beendet, und im April 1677 lieferte Precht das Werk ab. Bereits im Jahre 1674 hatte sein Bruder Burchard die gemeinsame Werkstatt verlassen und sich nach Schweden begeben. Der Kontakt der beiden Brüder riss aber nicht ab, und so empfahl Burchard in Stockholm wohl mehrfach Hamburger Handwerker, darunter den Orgelbauer Arp Schnitger, der eine Orgel in Uppsala bauen sollte. Im Jahr nach Fertigstellung des Altaraufsatzes übernahm Precht den nächsten größeren Auftrag. Die Kirche St. Jakobi hatte auf ihrem Kirchhof einige Häuser errichten lassen. Für die Toreinfahrt schnitzte Precht Evangelistenfiguren, die als Dekoration an den portalähnlichen Rahmungen dienten.
In den frühen 1680er Jahren lieferte Christian Precht mehrfach Arbeiten für den Hamburger Bauhof und für verschiedene Kirchen der Stadt. So fertigte er den Schmuck für das Millerntor, das Deichtor und die 1676 erbaute Neue Waage. Hinzu kamen zahlreiche kleinere Arbeiten, die an nicht mehr bestimmbaren Gebäuden angebracht waren. Anfang Mai 1685 starb seine Frau und wurde in St. Katharinen begraben. Eine zweite Heirat nach dem Tode seiner Frau ist nicht nachweisbar.

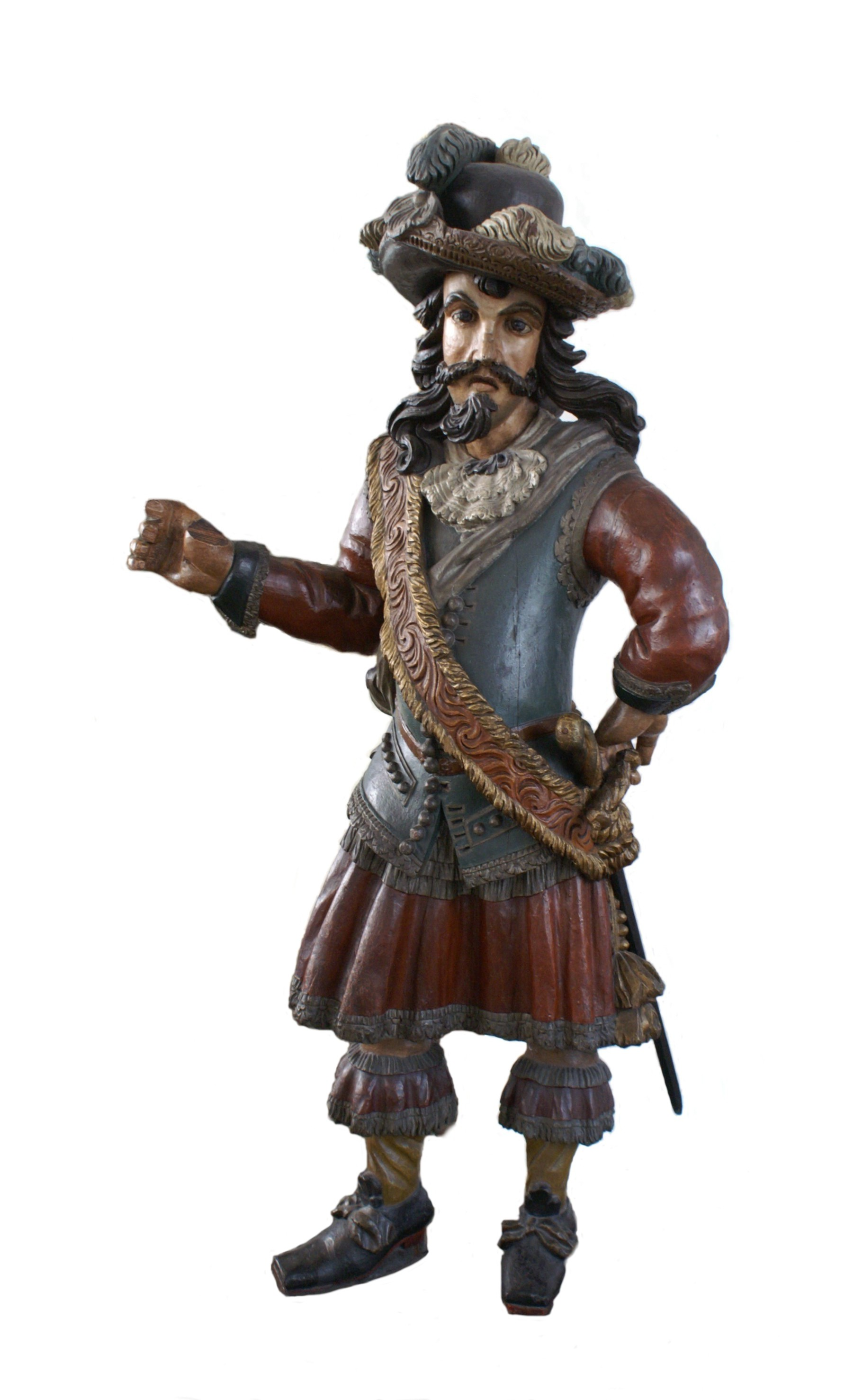
Die von Christian Precht in den Jahren 1691/92 geschaffene Heckfigur des Hamburger Konvoischiffes Admiralität von Hamburg. Heute wird sie im Museum für Hamburgische Geschichte aufbewahrt.

In der zweiten Hälfte der 1680er und den frühen 1690er Jahren erhielt Precht wieder vermehrt größere Aufträge. So fertigte er um 1685 einen Altaraufbau für die Dreikönigskirche in Haselau, das in der Haseldorfer Marsch an der Niederelbe liegt. Von 1686 bis 1688 und 1691/92 erhielt Precht erneut Aufträge für die Ausstattung von Konvoischiffen von der Hamburgischen Admiralität. Da die erste Wapen von Hamburg 1683 auf der Reede von Cádiz aus unbekannten Gründen verbrannt war, wurde ein Neubau in Angriff genommen. Dass Precht noch die Pläne von seinen Arbeiten an den ersten beiden Schiffen vorweisen konnte, dürfte für die Auftragsvergabe von Vorteil gewesen sein. Am 16. März 1686 wurde ihm der Auftrag für die Schnitzarbeiten an der Wapen von Hamburg erteilt. Daran arbeitete er bis zum Jahre 1687. Da die Leopoldus Primus mittlerweile in die Jahre gekommen und reparaturbedürftig war, erhielt er 1689 und nochmals 1688 den Auftrag, das Schnitzwerk und die Heckfigur des Kaisers zu reparieren. Den vierten Auftrag, das Schnitzwerk an einem Hamburger Konvoischiff zu liefern, erhielt Precht im Jahre 1691. Diesmal sollte er die wesentlich kleinere Admiralität von Hamburg ausstatten. Ähnlich wie bei der Leopoldus Primus stattete Precht das Heck mit einer Figur aus, dieses Mal mit der eines melancholisch dreinschauenden Admirals.
Zu den spätesten bekannten Werken Prechts gehören die Figuren am Orgelprospekt der Arp-Schnitger-Orgel in der Kirche St. Jakobi, die er um das Jahr 1691 fertigte. Aus den Quellen lassen sich noch einige Arbeiten aus den Jahren 1692 bis 1694 erschließen, über die aber nur wenig bekannt ist.
Das genaue Todesdatum Christian Prechts ist unbekannt. Es lässt sich nur durch die Aufzeichnungen des Bauhofs genauer eingrenzen. Der Name Prechts erscheint am 7. April 1694 letztmals in den Abrechnungen des Bauhofs, und im September 1695 wird ein Jürgen Brese als einziger in Diensten des Bauhofs stehender Bildhauer erwähnt. Zur Heirat seiner Tochter im Jahr 1703 wird Christian Precht bereits als verstorben bezeichnet. Demnach ist Christian Precht höchstwahrscheinlich zwischen April 1694 und September 1695 verstorben.

## Werke
Der folgende Abschnitt gibt eine Übersicht über die wichtigsten Werke Christian Prechts. Daneben hat er auch eine Vielzahl anderer Werke geschaffen, die aber oftmals nicht auf einem solch hohen künstlerischen Niveau waren, sondern vorrangig dem Broterwerb dienten. Außerdem ist durch den Verlust von Dokumenten und die mutwillige Zerstörung von überliefertem Kulturgut während des 19. Jahrhunderts in Hamburg nicht mehr erkennbar, welche Werke Christian Precht geschaffen hat. Karin Eckhardt formuliert es so:
Im 19. Jahrhundert darf man getrost von vollkommener Gleichgültigkeit gegenüber dem überlieferten Kunstgut sprechen.
Durch den Bau der Speicherstadt und den Abriss vieler mittelalterlicher Gebäude in dieser Zeit sind viele Werke Prechts und anderer Künstler und Bauhandwerker unwiederbringlich verlorengegangen.

### Kirchenausstattungen

#### Stade

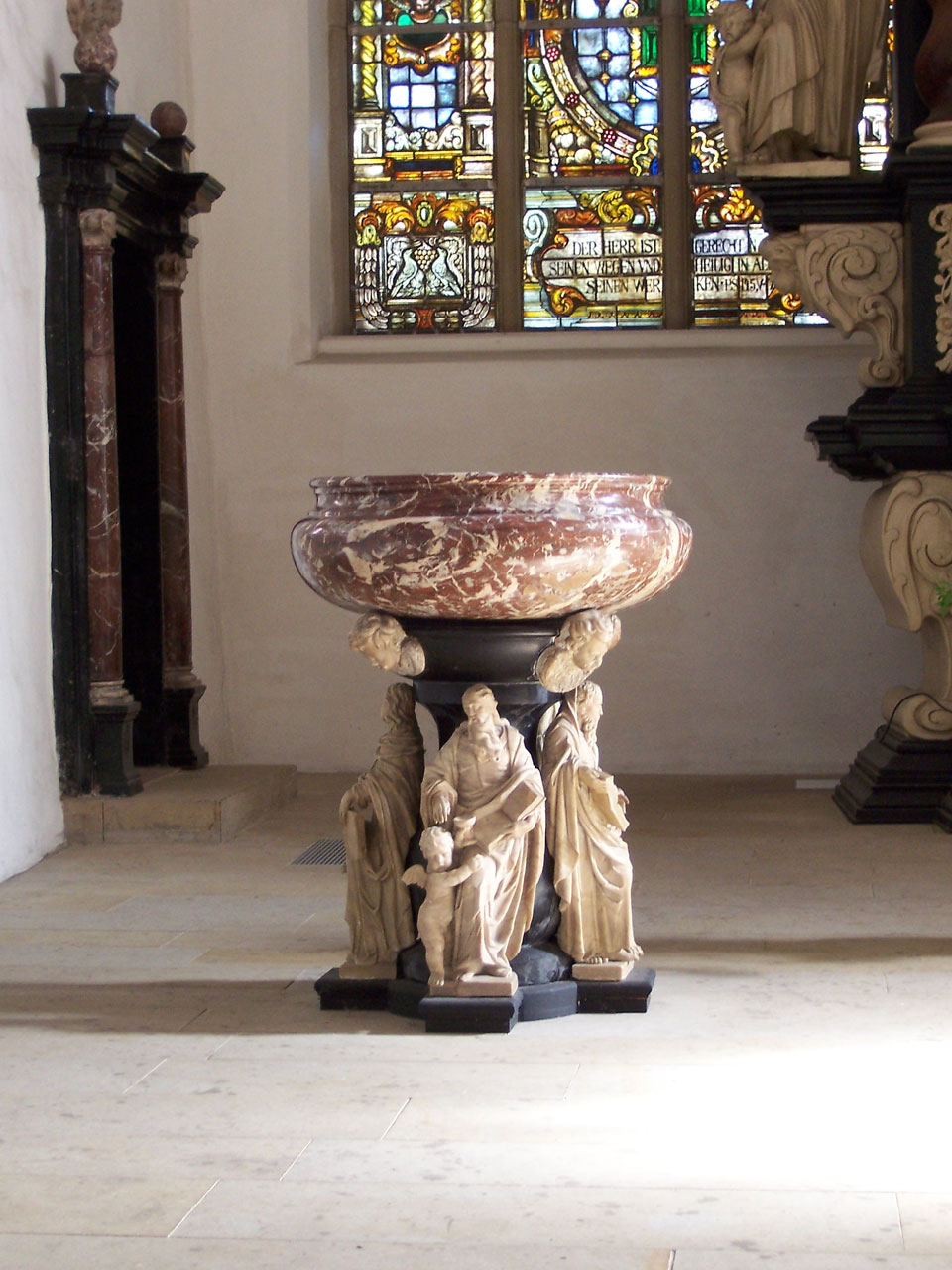
Von den Alabaster-Figuren eines unbekannten Hamburger Künstlers an dem 1665 fertiggestellten Taufstein ließ sich Christian Precht höchstwahrscheinlich inspirieren. Direkte Vorlage sind sie später für die Evangelistenfiguren am Kanzelaltar in der Neuenfelder Kirche.

Der früheste und gleichzeitig bedeutendste von Christian Precht geschaffene Altaraufbau ist der aus der Kirche St. Cosmae et Damiani in Stade. Die anderen beiden Werke in Haselau und Neuenfelde sind wesentlich kleiner und bescheidener. Der Stader Altaraufbau ist mit seiner beträchtlichen Größe von 9,20 m dem hohen Chor der gotischen Stadtpfarrkirche angepasst und mit seinen zahlreichen Figuren und szenischen Darstellungen sehr aufwendig gestaltet. Hinzu kommt, dass er zwar ausschließlich aus Holz gefertigt wurde, durch eine entsprechende Bemalung aber schwarzer und roter Marmor für die architektonischen Teile und für die Figuren Alabaster imitiert wurden.
Inhaltlicher und baulicher Mittelpunkt des Aufsatzes ist das Relief über das Leiden Christi, das, auf die wichtigsten Stationen reduziert, zur Auferstehung führt. Die Figur Johannes’ des Täufers, die im oberen Geschoss außen rechts steht, weist mit ihrer Hand auf das Heilsgeschehen in der Mitte. Gemäß der protestantischen Lehre soll dies symbolisieren, dass nur der Glaube und die Gnade Gottes zur Erlösung von den Sünden führen. Auffällig ist die Plastizität des Aufbaus durch Reliefs, freistehende Säulen, Simse, Figuren und andere architektonische Details.
Der Altaraufbau ist ein einheitliches und geschlossenes Werk, das aufgrund seiner barocken Ausgestaltung und Pracht einmalig für das nördliche Deutschland ist. Ein ähnlich aufwendiges Werk hat sich im Raum Hamburg, Schleswig-Holstein und dem nördlichen Niedersachsen sonst nicht erhalten. Andere bekannte Altaraufbauten aus dieser Zeit sind meist noch der Spätrenaissance verpflichtet und haben mit dem Werk Prechts stilistisch nichts gemein.
Auch der Christian Precht als Frühwerk zugeschriebene Altaraufsatz von 1662 aus der Kirche St. Petri und St. Pauli in Bergedorf ist eher dem Stil der Renaissance zuzuordnen. Deshalb wird als Vorbild für das Stader Werk der große Altaraufbau der Stockholmer Storkyrkan von 1654 angesehen. Ein heute nicht mehr erhaltener Altaraufbau in der St.-Michaelis-Kirche und andere Werke in Norddeutschland hatten wohl diesen Stockholmer Altaraufbau zum Vorbild, der schon den Zeitgenossen als berühmtes Werk galt. Die Reliefs und Figuren in Stade weisen große Ähnlichkeiten mit den Arbeiten in Stockholm auf, wobei Precht jedoch weniger kunstfertig vorging. Da Stade zu dieser Zeit Regierungssitz des nach dem Dreißigjährigen Krieg zu Schweden gehörigen Herzogtums Bremen war, erscheint es glaubhaft, dass die Auftraggeber das berühmte Werk in Stockholm als Vorbild für den Altar einer der wichtigsten Kirchen der Stadt sahen und das Bildprogramm dem Künstler vorschrieben.

#### Haselau

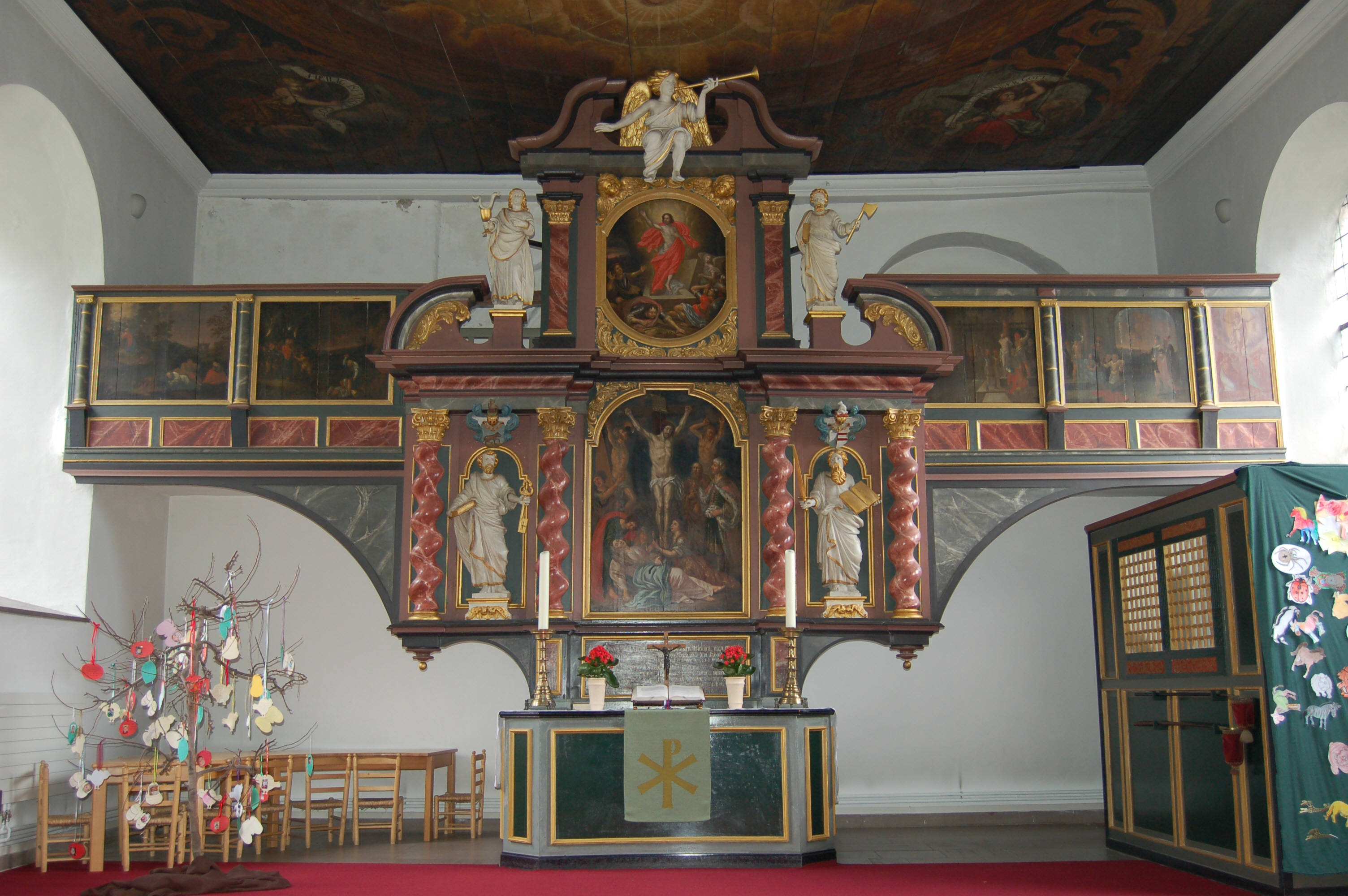
Der Altar der Hl. Dreikönigskirche in Haselau

Das kleinste und schlichteste der erhaltenen Altarwerke ist jenes in der Dreikönigskirche in Haselau, das um das Jahr 1685 gefertigt wurde. Das Werk wurde von Detlev von Ahlefeldt und dessen Frau Ida geb. von Pogwisch gestiftet
Die Architektur des Altaraufbaus ist klar und übersichtlich gegliedert, verzichtet auf spielerisches Beiwerk und erinnert an die Portalarchitektur jener Zeit. Auch die besondere Tiefenstaffelung wie in Stade ist hier nicht gegeben.
Das Bildprogramm besteht, wie bei protestantischen Altären üblich, in der Mitte aus der Darstellung der Kreuzigung und der Auferstehung. Ein Trompetenengel als oberer Abschluss des Aufsatzes leitet über zum Deckengemälde des Chores der Kirche, was recht ungewöhnlich ist. Aus diesem Zusammenklang von Altar und Bemalung kann die Entstehungszeit des Altarwerkes abgeleitet werden, da das Entstehungsjahr des Deckengemäldes bekannt ist. Die Bilder des Altars wurden von dem Hamburger Maler Paul Forkel nach niederländischen Motiven von Hendrick Goltzius geschaffen. Ob sie extra hierfür geschaffen oder später in den Altar eingefügt wurden, ist nicht bekannt.
Das zentrale Gemälde der Kreuzigung wird von den Figuren von Paulus und Petrus flankiert. Im obersten Geschoss stehen Figuren von Johannes mit dem Giftbecher und Matthäus mit dem Beil. Ungewöhnlicherweise sind sie hier nicht als Evangelisten, sondern als Apostel dargestellt.

#### Neuenfelde

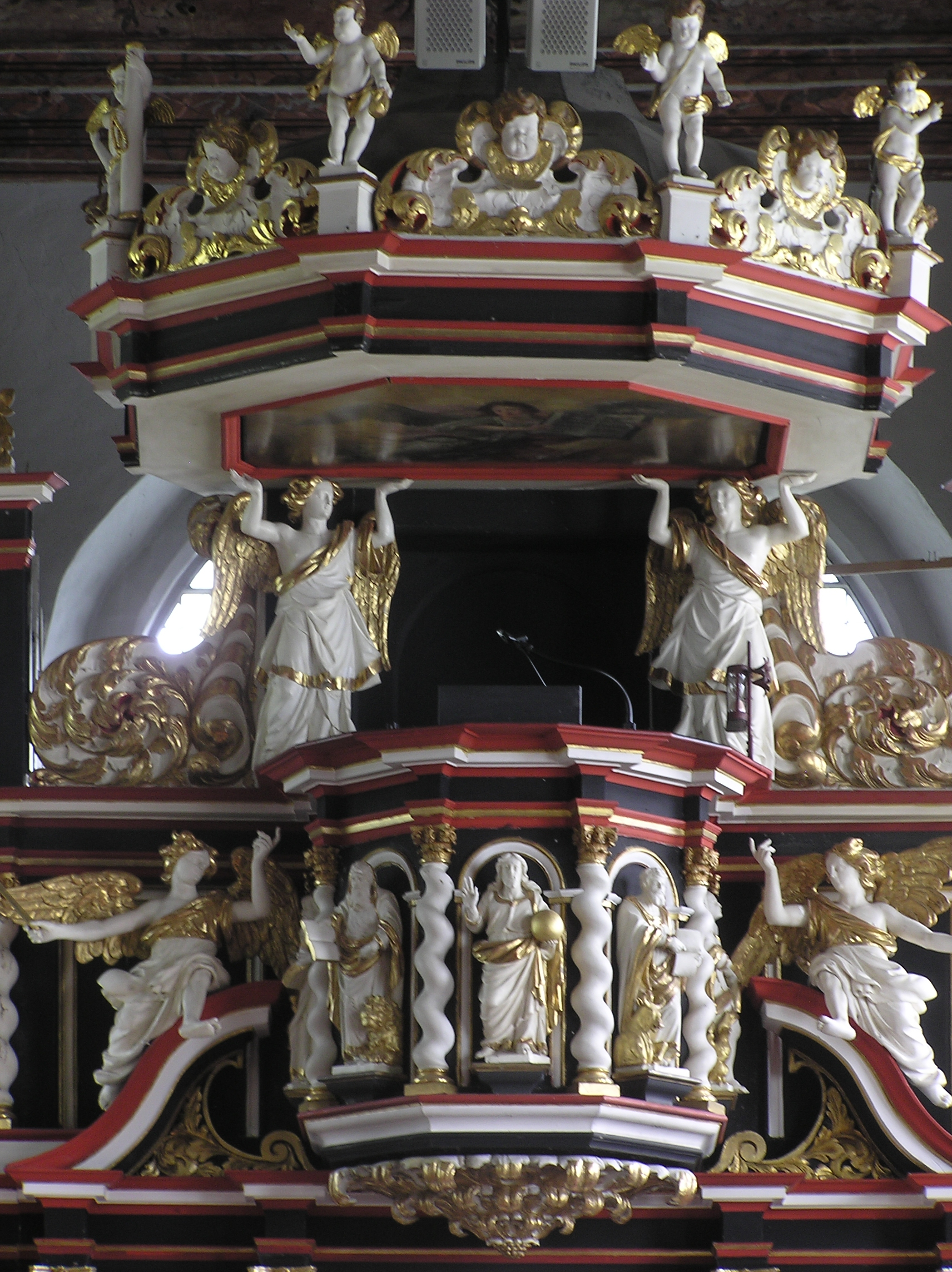
Kanzelaltar in St. Pankratius, Neuenfelde

Das dritte erhaltene Altarwerk von 1688 aus der St.-Pankratius-Kirche in Neuenfelde ist der älteste Kanzelaltar Norddeutschlands. Das ist ungewöhnlich früh, da hier Kanzelaltäre erst ab etwa 1730 üblich werden. In Hamburg selbst gab es wohl nie Kanzelaltäre. Bei einem Kanzelaltar bildet die sonst vom Altar baulich getrennte Kanzel mit diesem eine Einheit. Der Kanzelaltar in Neuenfelde ist ein sogenannter Emporenkanzelaltar, bei dem der eigentliche Altaraufbau seine Eigenständigkeit behält. Der Kanzelaltar ist eine der wenigen architektonischen Neuerungen des Protestantismus, der ansonsten auf die Innengestaltung der Kirchenräume weniger Wert legt als der Katholizismus.
Im Vergleich zum schlichten Haselauer Altar setzte Christian Precht hier wieder wesentlich mehr dekorative Elemente ein und nutzte diese auch als Mittel zur Verbindung von Architekturteilen. Im Darstellungsprogramm wird ein besonderer Akzent auf die Verkündigung des Evangeliums gelegt – allgemein ein Kennzeichen solcher Kanzelaltäre. An der Kanzel befinden sich Figuren der vier Evangelisten, und neben der Kanzel sind zwei Engel mit Glocke und Hammer, die das Wort Gottes versinnbildlichen, angebracht. Das Gemälde auf der Unterseite des Schalldeckels der Kanzel zeigt einen Engel mit einem aufgeschlagenen Buch und verweist somit auch auf die Verbreitung der Erlösung durch Christus. Das zentrale Gemälde des Altaraufbaus beschreibt die Auferstehung Christi, das Ziel des Glaubens, ohne dass der Altar wie in Stade die einzelnen Stufen dorthin näher darstellt.
Für die in der Region beispiellose Bauform eines Kanzelaltars dürfte kaum Christian Precht als Ideengeber in Frage kommen. Der mit Christian Precht seit langer Zeit bekannte Hamburger Orgelbauer Arp Schnitger, der gleichzeitig mit Precht in Neuenfelde tätig war, wurde wahrscheinlich als Ratgeber herangezogen. Vielleicht hatte Schnitger von der neuen Form aus Sachsen oder Thüringen gehört oder sie dort selbst gesehen und einen solchen Bau in Neuenfelde angeregt. Auch dürfte er, da Orgel, Kanzel und Altar eine architektonische Einheit bilden mussten, an der Herstellung des Entwurfs des Kanzelaltars mitgearbeitet haben.

### Schnitzereien an Hamburger Gebäuden

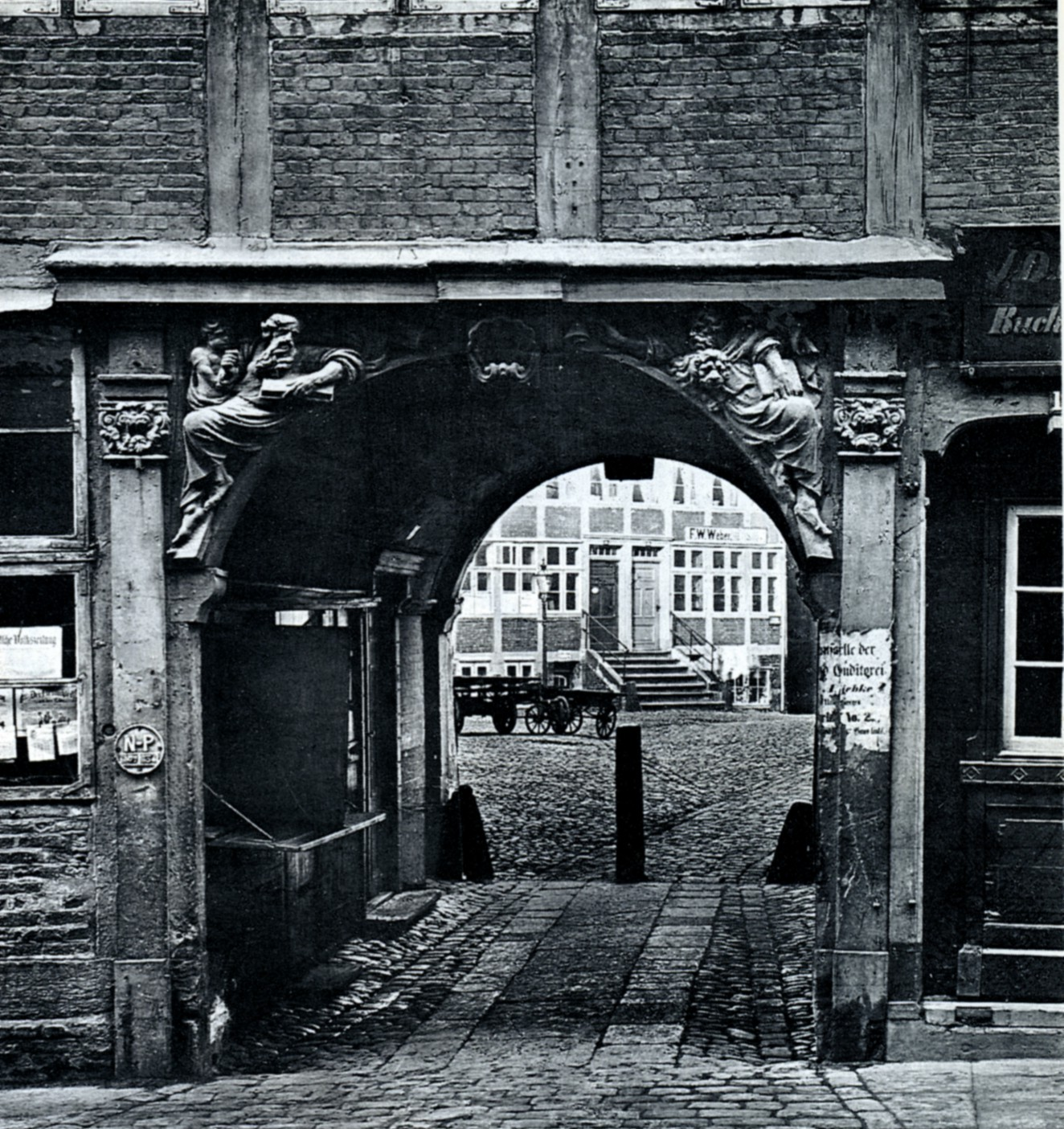
Tordurchfahrt zum Kirchhof St. Jacobi, um 1880

Den größten Teil zum Lebensunterhalt von Christian Precht werden wahrscheinlich seine Arbeiten an diversen Hamburger Gebäuden beigetragen haben, zumal diese oft einfacher Natur waren und auch von seinen Gesellen durchgeführt worden sein dürften. Da im Hamburg des späten 17. Jahrhunderts der Fachwerkbau eine wesentlich größere Rolle spielte als der Bau mit Stein und Ziegel und einige neue Siedlungsgebiete für die Stadt erschlossen wurden, trifft diese Aussage sicherlich für die Mitglieder des Schnitger-Amtes, der Zunft der Tischler, insgesamt zu. Während die Zimmerleute die Balken der Fachwerkhäuser herstellten, hatten die Schnitger die Aufgabe, die Giebel, die Rahmungen, Profile und andere Teile des Hauses mit dekorativem Schmuck zu versehen. Der Hausbau wurde zwar auf althergebrachte Weise durchgeführt, die Verzierungen unterlagen aber dem jeweiligen Zeitgeschmack. So wurden die Häuser zu dieser Zeit durch die Schnitzereien regelrecht „barockisiert“. Auch im Inneren bot solch ein Haus vielerlei Möglichkeiten zur Beschäftigung für die Schnitger.
Die erhaltenen Dokumente liefern ein recht gutes Bild über die nur sehr wenig erhaltenen Arbeiten aus Christian Prechts Werkstatt. So fertigte er dort unter anderem Engels- und Löwenköpfe, Säulen, Brustbilder und Wetterfahnen. Ebenso gehörten Verzierungen an Kutschen zu den Aufgaben, die seine Werkstatt übernahm.
Im Auftrag des Bauhofs der Stadt arbeitete Christian Precht unter anderem am Millerntor, an der Börse, der Neuen Waage und am Deichtor. Auch wenn nicht genau bekannt ist, wie groß sein Anteil an der Ausgestaltung dieser städtischen Gebäude ist, so gilt als sicher, dass Christian Precht von 1681 bis 1694 der bevorzugte Schnitger des städtischen Bauhofs war. Als die bedeutendste Bauskulptur, die Precht geschaffen hat, gilt die nicht mehr vollständig erhaltene Tordurchfahrt zum Kirchhof von St. Jacobi. Die Tordurchfahrt von der belebten Steinstraße in den mit Fachwerkhäusern umbauten Kirchhof wurde von Precht mit Darstellungen der vier Evangelisten und mit einer Standfigur des Apostels Jakobus versehen. Teile dieser Durchfahrt befinden sich heute im Museum für Hamburgische Geschichte, und die Apostelfigur wird in der Kirche St. Jacobi ausgestellt.

### Bildhauerarbeiten an Hamburger Konvoischiffen

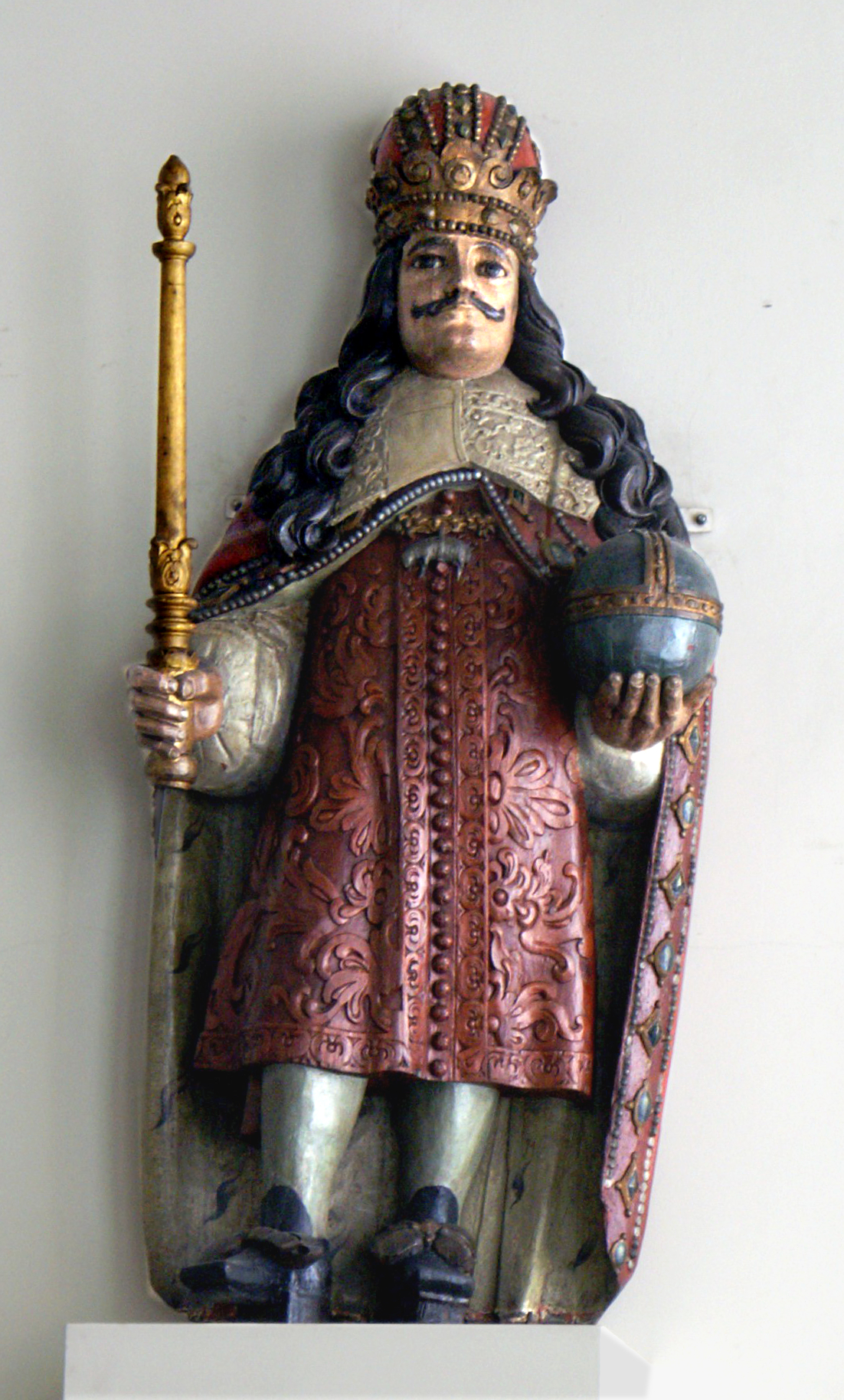
Leopold I. als Heckfigur der Leopoldus Primus. Der Legende nach fühlten sich sogar Seeräuber von dem prägnanten vorgeschobenen habsburgischen Kinn bedroht.

Nur fünf Jahre nachdem Christian Precht das Bürgerrecht der Stadt Hamburg erworben hatte, übertrug ihm die 1665 gegründete Commerzdeputation, eine Vertretung der Hamburger Kaufmannschaft, die Bildhauerarbeiten an den beiden neu zu bauenden Konvoischiffen Leopoldus Primus und Wapen von Hamburg (I). Der Heckspiegel der Leopoldus Primus war mit einer 2,50 m hohen Figur des römisch-deutschen Kaisers Leopold I. geschmückt. Neben der militärischen Ausrüstung eines Schiffes sollte auch deren Schmuck der militärischen und wirtschaftlichen Macht Ausdruck verleihen. Deshalb waren beide Schiffe in barocker Pracht mit Schnitzereien versehen. Unterstrichen wurde diese Pracht durch eine weithin sichtbare Bemalung. Der Kaiser und der Admiral an der zwanzig Jahre später gebauten Admiralität von Hamburg unterlagen völlig anderen Notwendigkeiten als die sonstigen Arbeiten Prechts. Mit der Leopold-Figur schuf Precht ein Abbild des Kaisers, das seinen Zweck nach Meinung seiner Zeitgenossen erfüllte.
Der Legende nach soll allein die monumentale Gestalt des Kaisers und sein deutlich herausgearbeitetes typisch habsburgisches Kinn dazu geführt haben, dass türkische Seeräuber vor dem Schiff geflohen seien. Sicherlich nicht ganz ernst gemeint, berichtet nämlich deren damaliger Kapitän Berent Jakobsen Karpfanger, dass die Piraten geflohen seien, weil der Kaiser ein gar zu ernsthaftig Gesicht macht.
Über die Gesamtheit der Arbeiten Prechts an der Leopoldus Primus kann ansonsten nichts ausgesagt werden, da keine wirklich glaubhaften Bilddokumente überliefert sind. Die erhaltenen Schriftquellen der Admiralität geben nur Auskunft über den Umfang der Arbeiten, aber nicht über deren Gestalt. Karin Eckhardt unternimmt zwar den Versuch, anhand eines Stiches von Joachim Wichmann aus dem Jahr 1675 die Arbeiten zu beschreiben, übersieht dabei aber, dass dieser Stich ein Plagiat eines älteren Stiches des holländischen Kupferstechers Wenzel Hollar ist, der vermutlich das Kriegsschiff de Holland’sche Magd in den Tuin zeigt. Auf dem einzigen Gemälde, das gesichert die Leopoldus Primus darstellt, der „Ansicht der Stadt Hamburg von der Elbseite“ von Elias Galli, das etwa auf das Jahr 1680 datiert wird, weicht die Gestaltung des Heckes deutlich von der Wichmanns ab. Aber Details, die genauere Aufschlüsse über das Werk Prechts an der Leopoldus Primus liefern, sind bei Galli leider nicht erkennbar.
An dem etwa ein Jahr später fertiggestellten zur Leopoldus Primus baugleichen Schiff Wapen von Hamburg (I) fertigte Christian Precht ein großes, am Heckspiegel befestigtes Siegel der Stadt Hamburg, das von zwei Löwen gehalten wurde. Ansonsten dürfte die Ausgestaltung ähnlich derjenigen der Leopoldus Primus gewesen sein. Über die Arbeiten an der 1686 gebauten Wapen von Hamburg ist hinsichtlich der Arbeiten Prechts noch weniger bekannt, auch wenn hier der sogenannte Bauzerter, der Baukontrakt, überliefert wurde. Eine 1687 gedruckte Schrift enthält einen Kupferstich, gemäß dem dieses Schiff wohl noch üppiger mit Schnitzereien ausgestattet war. So befand sich im Spiegel ebenfalls ein großes Wappen Hamburgs, das zwei Löwen hielten. Oberhalb des Wappens saß eine weibliche, behelmte Gestalt.
Ähnlich wie der Kaiser Leopold ist der Admiral, den Christian Precht für das kleinste der Konvoischiffe schuf, die 1691 gebaute Admiralität von Hamburg, kaum mit seinen sonstigen Arbeiten zu vergleichen. Da Precht sehr häufig Vorlagen für seine Werke verwendete, ist es denkbar, dass er sich hier Arbeiten an niederländischen Schiffen zum Vorbild nahm. Warum Precht aber diese Figur mit einem verloren wirkenden, ja sogar melancholischen Gesichtsausdruck gestaltete, wird sich wohl niemals klären lassen.